# RAF Strike Command
Lo Strike Command della Royal Air Force era l'ente militare che comandava la maggior parte degli aerei da caccia e bombardamento del Regno Unito dal 1968 al 2007, anno in cui si fuse con il RAF Personnel and Training Command per formare un singolo RAF Air Command. Verso la fine della sua esistenza, consisteva in due reparti: il No. 1 Group RAF e il No. 2 Group RAF. L'ultimo comandante è stato l'Air Chief Marshal Sir Joe French.

## Storia
Lo Strike Command fu costituito il 30 aprile 1968 con la fusione del RAF Bomber Command e il RAF Fighter Command, che divennero rispettivamente il No. 1 Group RAF e il No. 11 Group RAF. Il RAF Signals Command fu assorbito il 1º gennaio 1969, mentre il RAF Coastal Command venne acquisito il 28 novembre 1969. Il piano di incorporamenti continuò il 1º settembre 1972 con l'acquisizione del RAF Air Support Command (in precedenza denominato RAF Transport Command).
Nel 1975, il comandante acquisì la denominazione NATO di Commander-in-Chief United Kingdom Air Forces - CINCUKAIR. In seguito, il Royal Air Force Germany venne assorbito come No. 2 Group RAF il 1º aprile 1993.
Il programma di analisi dell'organizzazione "RAF Process and Organisation Review" giunse alla conclusione che lo Strike Command e il Personnel and Training Command avrebbero dovuto essere co-locati in un singolo quartier generale: fu di conseguenza deciso che entrambi i comandi sarebbero stati unificati presso High Wycombe e nel 2007 furono fusi in un unico comando il RAF Air Command.

## Struttura
Il quartier generale dello Strike Command (spesso abbreviato in HQSTC) era presso RAF High Wycombe nel Buckinghamshire. Il comando era suddiviso in un certo numero di gruppi volo, che inizialmente riflettevano le funzioni dei precedenti Fighter, Bomber e Coastal Command. Le successive riorganizzazioni modificarono estesamente la struttura e prima dell'ultima riorganizzazione lo Strike Command era composto da due gruppi:
- No. 1 Group RAF -  lo "Air Combat Group"
- No. 2 Group RAF - l'"Air Combat Support Group"

Hanno fatto parte dell'organico dello Strike Command i seguenti gruppi volo:
- No. 1 Group RAF 1 aprile 1968 - 1 aprile 2007
- No. 2 Group RAF 1 aprile 1993 - 1 aprile 1996, 7 gennaio 2000 - 1 aprile 2007
- No. 3 Group RAF 1 aprile 2000 - 1 aprile 2006
- No. 11 Group RAF 1 aprile 1968 - 1 aprile 1996
- No. 18 Group RAF 28 novembre 1969 - 1 aprile 1996
- No. 11/18 Group RAF 1 aprile 1996 - 7 gennaio 2000
- No. 38 Group RAF 1 luglio 1972 - 17 novembre 1983
- No. 46 Group RAF 1 settembre 1972 - 1 gennaio 1976
- Royal Observer Corps 1 aprile 1968 - 31 dicembre 1995

## Air Officer Commanding-in-Chief
Hanno ricoperto l'incarico di Air Officers Commanding-in-Chief:
- Air Chief Marshal Sir Wallace Kyle 1968–1968
- Air Chief Marshal Sir Denis Spotswood 1968–1971
- Air Chief Marshal Sir Andrew Humphrey 1971–1974
- Air Chief Marshal Sir Denis Smallwood 1974–1976
- Air Chief Marshal Sir Nigel Maynard 1976–1977
- Air Chief Marshal Sir David Evans 1977–1980
- Air Chief Marshal Sir Keith Williamson 1980–1982
- Air Chief Marshal Sir David Craig 1982–1985
- Air Chief Marshal Sir Peter Harding 1985–1988
- Air Chief Marshal Sir Patrick Hine 1988–1991
- Air Chief Marshal Sir Michael Graydon 1991–1992
- Air Chief Marshal Sir John Thomson 1992–1994
- Air Chief Marshal Sir Richard Johns 1994
- Air Chief Marshal Sir William Wratten 1994–1997
- Air Chief Marshal Sir John Allison 1997–1999
- Air Chief Marshal Sir Peter Squire 1999–2000
- Air Chief Marshal Sir Anthony Bagnall 2000–2001
- Air Chief Marshal Sir John Day 2001–2003
- Air Chief Marshal Sir Brian Burridge 2003–2006
- Air Chief Marshal Sir Joe French 2006–2007

## Deputy Air Officer Commanding-in-Chief
- Air Marshal Sir Nigel Maynard 1972–1973
- Air Marshal Sir Peter Horsley 1973–1975
- Air Marshal Sir Michael Beetham 1975–1976
- Air Marshal Sir John Stacey 1976–1977
- Air Marshal Sir Alan Davies 1977
- Air Marshal Sir Alfred Ball 1977–1978
- Air Marshal Sir Robert Freer 1978–1979
- Air Marshal Sir Thomas Kennedy 1979–1981
- Air Marshal Sir Peter Bairsto 1981–1984
- Air Marshal Sir Joseph Gilbert 1984–1986
- Air Marshal Sir Brendan Jackson 1986–1988
- Air Marshal Sir Kenneth Hayr 1988–1989
- Air Marshal Sir John Kemball 1989–1993
- Air Marshal Sir Richard Johns 1993–1994
- Air Marshal Sir John Allison 1994–1996
- Air Marshal Graeme Robertson 1996–1998
- Air Marshal Sir Timothy Jenner 1998–2000
- Air Marshal Sir Jock Stirrup 2000–2002
- Air Marshal Sir Brian Burridge 2002–2003
- Air Marshal Sir Glenn Torpy 2003–2004
- Air Marshal Sir Clive Loader 2004–2007